# جيس والتون
جيس والتون (بالإنجليزية: Jess Walton)‏ هي ممثلة أمريكية، ولدت في 18 فبراير 1949 في غراند رابيدز في الولايات المتحدة.

## وصلات خارجية
- جيس والتون على موقع IMDb (الإنجليزية)
- جيس والتون على موقع ألو سيني (الفرنسية)
- جيس والتون على موقع إن إن دي بي (الإنجليزية)
- جيس والتون على موقع كينوبويسك (الروسية)